# John Mairai
John Mairai, né le 28 novembre 1945 à Tahiti (Polynésie française) et mort le 22 décembre 2023, est un poète, homme de théâtre, acteur, orateur, dramaturge, enseignant, journaliste et homme de télévision français d'origine polynésienne. Il s'est fait connaître en utilisant le théâtre comme un moyen de conscientisation politique.

## Biographie
John Tapu Mairai est né à Tahiti le 28 novembre 1945. Il est un jeune homme turbulent. Il domine le paysage culturel, langagier et médiatique tahitien de la fin du XXe siècle au premier quart du XXIe siècle, à l'égal et aux côtés d'Henri Hiro, s'agissant des spectacles en reo tahiti : théâtre, danse, chant, œuvres composites de la meilleure tenue. Simple titulaire du brevet d'études, et ne prétendant pas faire partie des élites, John Mairai s'évertue à communiquer au moyen des médias pour toucher son peuple, à commencer par les classes populaires.
Son père adoptif, Denis Pioi, est un haut dignitaire de l'église Sanito dans les années 1950 et 1960.
John Mairai adapte en tahitien des classiques européens. En 1983, il fonde le Théâtre de l’Aube à Papeete, en compagnie de Sem Manutahi et de Henri Hiro. Il traduit Macbeth de Shakespeare en tahitien sous le titre Maro Putoto (1989). En 1992, sort Te Manu Tane, une traduction du Bourgeois gentilhomme de Molière. Mairai écrit également des pièces de théâtre sur des thèmes tirés de l'histoire tahitienne. Dans la pièce Opuhara, il traite du conflit entre la société polynésienne traditionnelle et les nouveaux dirigeants soutenus par les missionnaires européens au début du XIXe siècle.
John Mairai enseigne au sein de l'École nationale supérieure d'art de Limoges, dont il a aussi été l'élève.
John Mairai s’engage pour faire reconnaître le himene, la chanson polynésienne, puis le orero, l'art oratoire. Il est à l'origine de la première classe de orero depuis 1999 au Conservatoire artistique de la Polynésie Française. Depuis, cette discipline est devenue une option au bac.

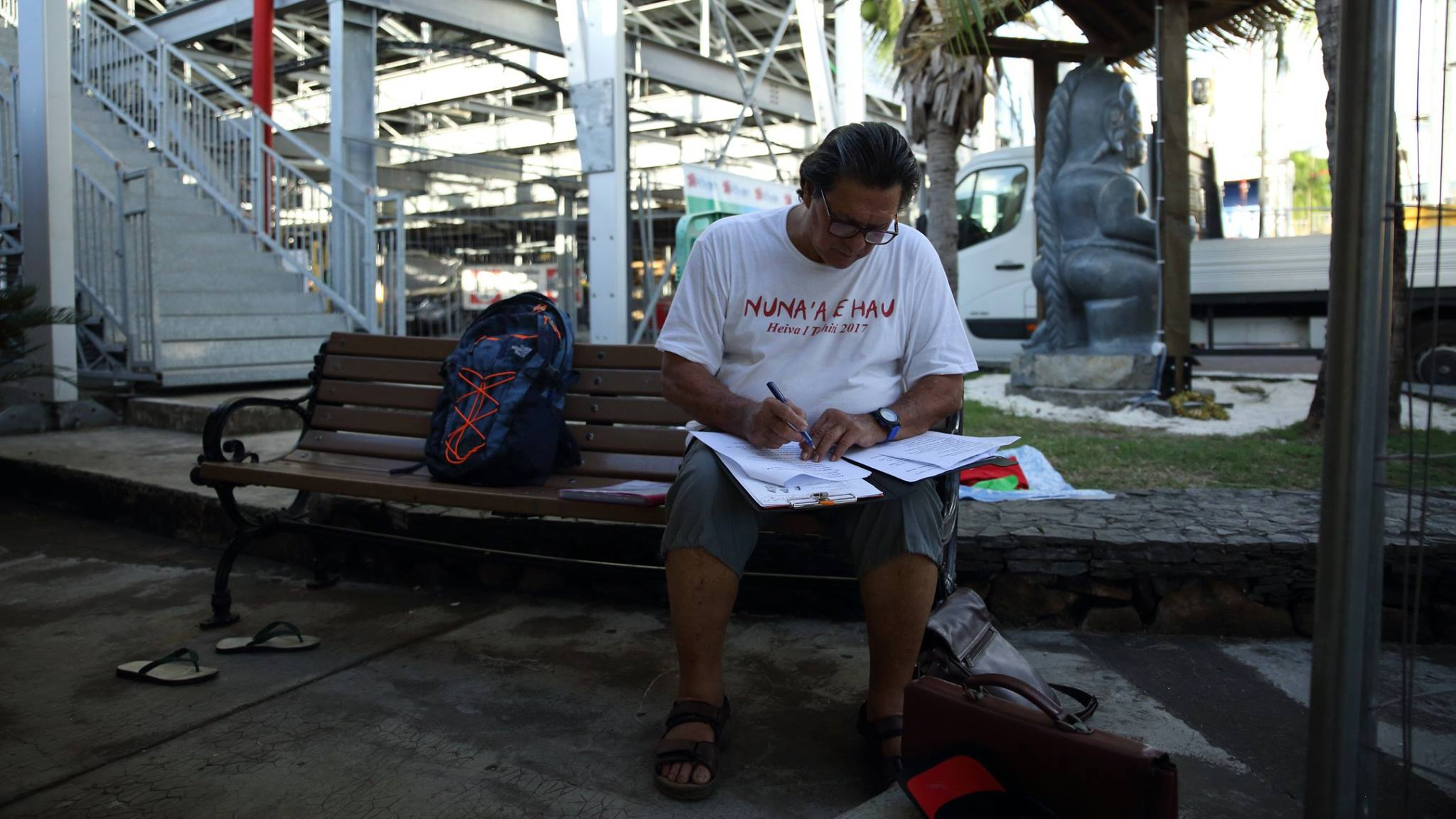
John Mairai révisant son thème en 2017.

En 2011, John Mairai reçoit le prix du meilleur auteur au Heiva i Tahiti pour le spectacle Opuhara te ari'i pi'o 'ore, présenté par la troupe Toakura. En 2017, il accepte l'invitation du maire de Faa'a Oscar Temaru, d'écrire un thème et de diriger les répétitions de la nouvelle troupe de la commune. Il reçoit à nouveau le prix du meilleur auteur pour ce spectacle, Nuna'a e hau.
Considéré comme un grand érudit et un ardent défenseur de la langue tahitienne, John Mairai anime de nombreuses émissions de télévision sur les chaînes TNTV et RFO.
Dans ses écrits, John Mairai, acteur important de la culture tahitienne, mais qui a toujours refusé de se prendre pour un gourou ou un grand-prêtre de cérémonies païennes, raille volontiers la sacralisation du tatouage par certains tatoueurs et tatoués, qui leur permet surtout de se présenter eux-mêmes comme des personnes sacrées, dotées de mana. John Mairai y voit un acte assez ordinaire, tourné essentiellement vers l'esthétique et la séduction. Il s'ordonnait autrefois par rapport à des divinités, dans une société traditionnelle, où tout l'était, sans constituer pour autant un art sacré au sens religieux du terme.
John Mairai meurt le 22 décembre 2023 à l'âge de 78 ans.

## Vidéographie

### Acteur
- Le rescapé de Tikeroa. 1981. Film coréalisé par Jean L'Hôte et Henri Hiro.
- Marae. 1983. Film réalisé par Henri Hiro.
- L'île. 1987. Téléfilm en six épisodes réalisé par François Leterrier.

### Réalisateur
- Te umu ti. Documentaire de John Mairai et Bruno Tetaria.
- Tau pehepehe na Henri Hiro. 1990. 35 min. Documentaire hommage aux poèmes écrits par Henri Hiro.

### Documentaires
- Hiro'a - Le théâtre de comédie avec John Mairai. 2008. 17 min. Réalisation & montage : Marc E. Louvat. TNTV
- Hiro'a - Début au théâtre avec John Mairai. 2008. 12 min. Réalisation & montage : Marc E. Louvat. TNTV
- Hiro'a - Macbeth & Maro Putoto avec John Mairai. 2008. 19 min. Réalisation & montage : Marc E. Louvat. TNTV
- Heiva, la colère des dieux. 2018. 63 min. Réalisation & montage : Jonathan Bougard

### Émissions de télévision
- Œil pour œil. Talk show hebdomadaire animé par John Mairai sur la chaine TNTV.
- Faatiamai. Rendez-vous hebdomadaire d’histoires, de contes et de légendes sur la chaine TNTV.
- Parau Tahiti. Apprenez le tahitien avec John Mairai. Rendez-vous quotidien sur la chaine TNTV.
- Te ta'o e te parau. Un peu de tahitien tous les jours avec John Mairai sur la chaine TNTV.
- Focus Heiva. L'actualité du Heiva i Tahiti avec John Mairai sur la chaine TNTV.

## Théâtre
- Maro Putoto, (1987) - Adaptation de Macbeth, de William Shakespeare  par John Mairai
- Eita ia, (1989) - Pièce de théâtre écrite et interprétée par John Mairai
- Te Manu Tane, (1992) - Adaptation de Le Bourgeois gentilhomme, de Molière
- Tavi roi et la loi, (2012) - Réinterprétation personnelle d’une histoire rapportée par la reine Marau

## Textes pour le Heiva i Tahiti
- Opuhara te ari'i pi'o 'ore. Textes pour le spectacle présenté par la troupe Toakura dirigée par Mateata Le Gayic au Heiva i Tahiti 2011. John Mairai a reçu le prix du meilleur auteur pour l'ensemble des textes écrits pour ce spectacle.
- Nuna'a e hau. Textes pour le spectacle présenté par la troupe de Faa'a Nuna'a e hau au Heiva i Tahiti 2017. John Mairai a reçu le prix du meilleur auteur pour l'ensemble des textes écrits pour ce spectacle.

## Affiliation
- Membre de l'Académie tahitienne.

## Décorations
- Chevalier de l'ordre des Arts et des Lettres (14 juillet 2019)[7]
- Chevalier de l'ordre de Tahiti Nui (juin 2020)
- Médaille de l'engagement ultramarin (11 août 2023). Pour son engagement en faveur de la culture polynésienne.